# Piotr Naliwajko
Piotr Naliwajko (ur. 1960 w Świętochłowicach) – polski malarz.

## Życiorys
Malował już w dzieciństwie; jeden z jego obrazów powstał, gdy miał 8 lat. Studiował na katowickim Wydziale Grafiki Akademii Sztuk Pięknych w Krakowie w latach 1979–1984. Był uczniem Macieja Bieniasza i Jerzego Dudy-Gracza.
Razem z Leszkiem Żegalskim i Januszem Szpytem założył w 1983 roku założył grupę artystyczną o nazwie Tercet Nadęty, czyli Całkiem Nowi Dzicy Normalni Dadaiści (początkowo jako Grupa Trzech), w ramach której wystawiał swoje prace w Polsce i za granicą. Pierwsza wystawa  została zaprezentowana w Muzeum Historii Katowic w 1983 roku. Uczestniczył w Ogólnopolskiej Wystawie Młodej Plastyki „Arsenał '88” w Warszawie. Prowadzi Pracownię Rysunku i Malarstwa w Miejskim Domu Kultury Batory w Chorzowie-Batorym.

## Twórczość
Piotr Naliwajko uprawia malarstwo realistyczne, przez Jarosława M. Daszkiewicza określone jako „neorealizm egzystencjalny”, z uwagi na inspiracje aurą Górnego Śląska określane także jako malarstwo miejsca. Posługuje się metaforyką czerpiącą z różnych nurtów kultury, m.in. z dadaizmu. Jego twórczość bywa określana jako prowokacyjna i skandalizująca. Angażował się także w akcje o charakterze happeningu.
Wybrane dzieła:
- Chrystus w autobusie[8]
- Przybycie Jezusa Chrystusa do Chorzowa (1987)[11], na którym „sponiewierany Jezus leży między pijakami i prostytutką”[12]
- M.B.Cz.J.B. (1998)[13] – „wizerunek Matki Boskiej Częstochowskiej jako lalki Barbie” w zbiorach Muzeum w Chorzowie[12]
- Chleb (2001) – „rodzajowa, prozaiczna scena krojenia chleba i przekazywania sobie jego kromki. Scena ta wyjęta jest ze śląskiej, bliskiej artyście rzeczywistości i umieszczona, w irracjonalny sposób, na tle typowego dla Śląska pejzażu architektonicznego: podwórka z chlewikami i familokami z czerwonej cegły”[10]
- Zdumiewająco nieprzemysłowy duch (2006), kurtyna dla Teatru Powszechnego w Łodzi[4]
- Blisko, najbliżej…, wielkoformatowy obraz dla nowego Chorzowskiego Centrum Kultury[5]

Kolekcję jego prac posiada m.in. muzeum diecezjalne w Würzburgu, kilka obrazów jest także w zbiorach kardynała Joachima Meisnera.

### Recepcja
Malarstwem Piotra Naliwajki zajmowali się m.in.: Henk Abbink, Krzysztof Cichoń, Victor Forbes, Andreas Hildmann, Irma Kozina, Friedrich Kraft, Annette Krauss, Anna Kuligowska-Korzeniewska, Jacek Kurek, Lechosław Lameński, Jerzy Madeyski, Monika Małkowska, Andrzej Matynia, Jarosław Świerszcz.
Twórczość Piotra Naliwajki dokumentuje pięć filmów: Tercet Nadęty (W. Dobrzyński), Christus Fahrt Autobus (RTL Niemcy), Bracia (J. Wolska, H. Jantos), Impresje (M. Olczyk), Sztuka ekranowana – Piotr Naliwajko (TVP Kultura).
W 2008 roku Agencja Mediów Lokalnych „mediaL” wydała publikację Jacka Kurka pt. Światło jest najważniejsze: Piotr Naliwajko i jego obrazy. W 2009 roku nakładem Miejskiego Domu Kultury Batory wydano książkę Moniki Osińskiej Zamalowanie: rozmowy z Piotrem Naliwajką.
22 października 2018 roku przyznano mu odznakę honorową „Zasłużony dla Kultury Polskiej”.